# Unguarded Women
Unguarded Women er en amerikansk stumfilm fra 1924 instrueret af Alan Crosland.

## Medvirkende
- Bebe Daniels som Breta Banning
- Richard Dix som Douglas Albright
- Mary Astor som Helen Castle
- Donald Hall som James Craig
- Joe King som Robert Banning
- Helen Lindroth som Louise
- Frank Losee som George Castle
- Walter McGrail som Larry Trent
- Harry Mestayer som Sing Woo